# 三村一
三村 一（みむら はじめ、1897年8月21日 - 1980年4月28日）は、日本の農学者。専門は畜産学。
長野県諏訪郡落合村（現富士見町）生まれ。旧制長野中学（長野県長野高等学校）、盛岡高等農林学校を経て、大正12年（1923年）京都帝国大学農学部卒業。昭和2年（1927年）九州帝国大学助手、同16年（1941年）助教授、同24年（1949年）宮崎大学教授、同30年（1955年）信州大学農学部教授、同37年（1962年）同大学長を歴任。同43年（1968年）退官、同年11月、勲二等旭日重光章受章。主な研究内容にはニワトリの人工授精や、日本在来馬に関するものがある。
弟の三村二は東京医科歯科大学歯学部教授、政治家の小川平吉は叔父、同じく政治家の小川一平、小川平二、外交官の小川平四郎は従兄弟にあたる。